# Udarni front (astrofizika)
Udarni front (lučni šok, eng. bow shock) je pojam kojim označavamo sraz plina u pokretu s drugim plinovitim tijelom. Iz energije čestica koje su se srazile dolazi do emitiranja elektromagnetskih valova prema van odnosno do pojave sličnoj proboju zvučnog zida.
U astronomiji se pod udarnim frontom govori kod:
- Sunčeva vjetra (v. heliosfera)
- kod pojave eksplozija kao što su supernove ili njihovih ostataka (planetna maglica)
- kod međuplanetnog ili međuzvjezdanog plina

Lučni šok je "zaštitno područje" na koje čestice nailaze kad ulaze u sferu nekog tijela (planeta, zvijezde). Čestice se obično odbijaju od te barijere i dalje od tijela kojem pripada. Kod Zemlje se te čestice obično odbijaju od Zemlje, a neke se vraćaju prema Suncu. Tvore regiju elektrona i iona koja se naziva predšok regija (foreshock region). Dugo se smatralo u znanosti da te čestice dobivaju svoju energiju iz odskakanja natrag i naprijed u lučnom šoku i pred-šok regije. Promatranjima Nasine misije Time History of Events and Macroscale Interactions during Substorms (THEMIS) otkriveno je da sama pred-šok regija može ubrzati elektrone do brzina koje se približavaju brzini svjetlosti. Pronađeni su u predšok regiji i megabrzi elektroni znatno brži od prosječno brzih u regiji.

## Vanjske poveznice
- NASA Shock Drift Acceleration